# Parcul Cișmigiu

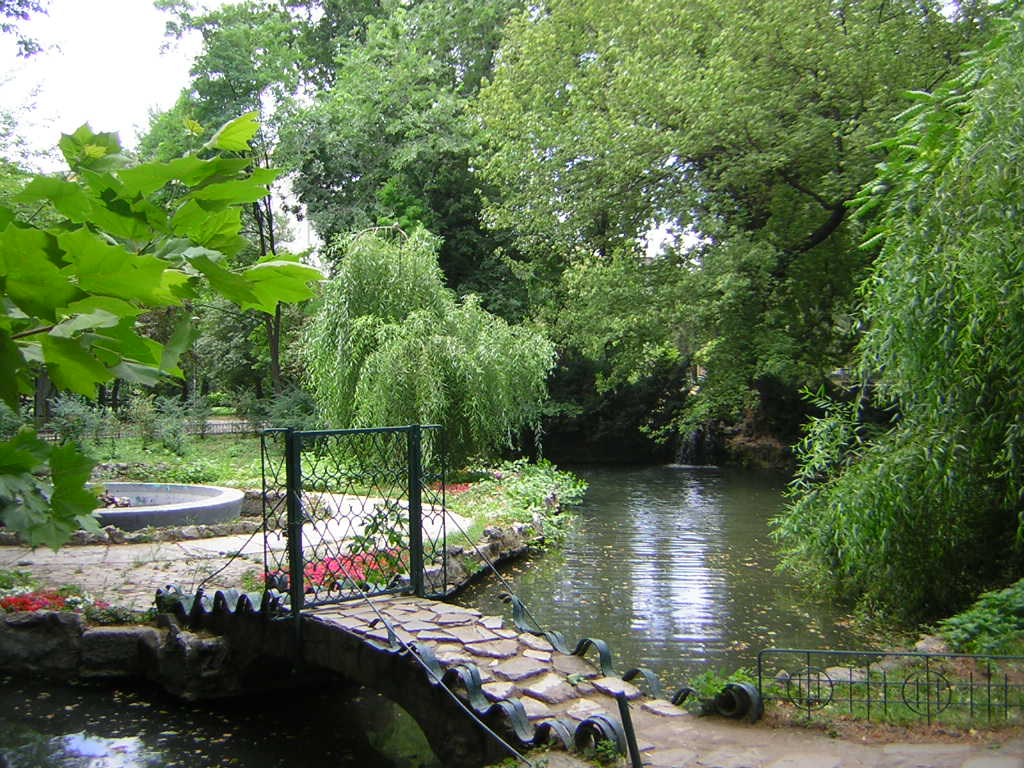
Grădina Cișmigiu

Grădina Cișmigiu este cea mai veche grădină publică din București. Este așezată în centrul orașului, are o suprafață de circa 16 hectare și este mărginită de două artere importante: bulevardul Regina Elisabeta și bulevardul Schitu Măgureanu. În partea sud-estică a grădinii este Colegiul Național Gheorghe Lazăr. Grădina Cișmigiu este amenajată în genul parcurilor engleze și are mai multe intrări: două prin bulevardul Regina Elisabeta, două prin bulevardul Schitu Măgureanu, una prin str. Știrbei Vodă. Este clasată pe lista monumentelor istorice din București cu  B-II-a-A-19655.

## Etimologie
Cuvântul ”cișmea” provine din ”ceșme” care, în limba turcă, înseamnă fântînă.

## Istoric

Izvorul Mihai Eminescu din Parcul Cișmigiu

Seara în Cișmigiu

În 1779, domnitorul Țării Românești, Alexandru Ipsilanti a poruncit construirea a două cișmele în București. Prima cișmea s-a făcut pe locul unde este astăzi grădina dinspre strada Știrbei Vodă. Balta apărută era un focar de infecție în mijlocul orașului. În vecinătatea acestei cișmele și-a ridicat o reședință Dumitru Siulgi-basa, șeful lucrărilor peste cișmelele orașului, numit și "marele cișmegiu" (din cișmea + sufixul giu). El avea ca principală însărcinare supravegherea curgerii apelor. Treptat, în folclorul urban "lacul lui Dura Neguțătorul" dispare din toponimie și apare acela al "Cișmegiului". Orașul nu s-a extins foarte mult către Vest din cauza inundațiilor aproape anuale care umflau lacul Cișmegiu (nivelul său creștea până la Cercul Militar de astăzi).
În 1830, generalul Pavel Kiseleff a dispus secarea bălții și transformarea terenului într-o grădină publică. Lucrul acesta se petrece abia în timpul domniei lui Gheorghe Bibescu, în 1847, când a fost chemat grădinarul peisagist Wilhelm Mayer, fostul director al Grădinilor Imperiale din Viena, și însărcinat cu transformarea terenului insalubru într-o frumoasă grădină. Mayer a fost ajutat de grădinarul Franz Harer.
După abdicarea lui Gh. Bibescu din 1848, noul domnitor, Barbu Știrbei, hotărăște să se sape un heleșteu și un canal de legătură cu Dâmbovița. Cel mai important an pentru transformarea grădinii a fost 1852. Pentru prima dată s-a făcut împrejmuirea cu uluci, s-au montat o sută de "canapele" (lavițe) fără rezemătoare, din lemn de stejar și lungi de un stânjen.
Lucrările de înfrumusețare s-au încheiat în 1854, când s-a făcut și inaugurarea oficială a grădinii Cișmegiu. 
În 1856, o parte a lacului a secat datorită pantofarilor dimprejur ce aruncaseră aici resturile de materiale specifice meseriei lor.
La 1857 parcul era vizitat de iubitorii de nou și de aventuri galante, realitate descrisă de poetul Nicolae T. Orășanu:
|  | Aici fu o baltă mare, un loc umed, mocirlos sălbatec din natură, necurat, nesănătos însă arta poate multe și ea făcu un paradisu cum la mulți din ipokimeni nici că le trecea prin visu. .. Aici vine toată mâna, și s'amestecară împreună eleganță, lux, mândrie, maniere și turnură, vorbe dulci și complimente sbor din fiecare gură. Câte un june c'o grizetă, prin tufișuri că se pierde.... |

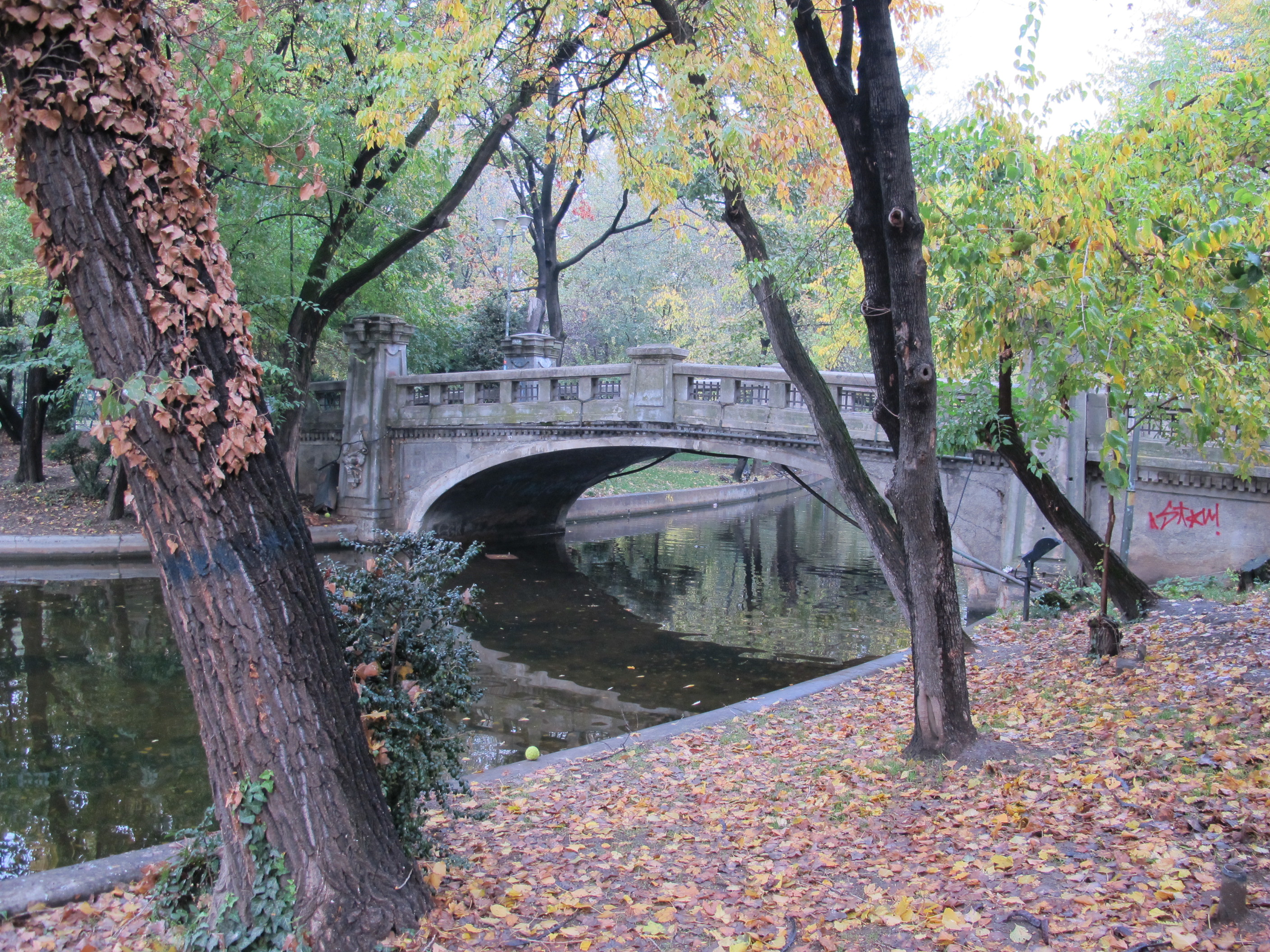

În iarna anului 1883, lacul din grădină a înghețat și s-au organizat concursuri pe gheață. Primăria orașului a cumpărat un teren din fosta grădină a familiei Crețulescu, mărind astfel suprafața grădinii Cișmegiu cu 15.000 de metri pătrați. Au fost aduse lebede și pelicani. În partea dinspre Schitu Măgureanu s-a amenajat în 1943 Rotonda scriitorilor, unde sunt expuse busturile marilor scriitori români: Mihai Eminescu, Alexandru Odobescu, Titu Maiorescu, Ion Luca Caragiale, George Coșbuc, Ștefan Octavian Iosif, Ion Creangă, Alexandru Vlahuță, Duiliu Zamfirescu, Bogdan Petriceicu Hașdeu, Nicolae Bălcescu și Vasile Alecsandri.
Pe o altă alee se găsește monumentul de marmură pentru cinstirea soldaților francezi din primul război mondial. Alte monumente ale grădinii: bustul Maica Smara, Gheorghe Panu, Izvorul Sissi Stefanidi.
În Grădina Cișmigiului există un loc special, La Cetate, unde se află ruinele unei mănăstiri construite de logofătul Văcărescu în 1756, din incinta căreia pornea un tunel secret care lega Palatul Crețulescu de malul plin de ascunzișuri al Dâmboviței.
Din 2002, în parc se află și Monumentului Eroilor Americani.

## Instantanee

Cișmigiu, intrarea Știrbei Vodă
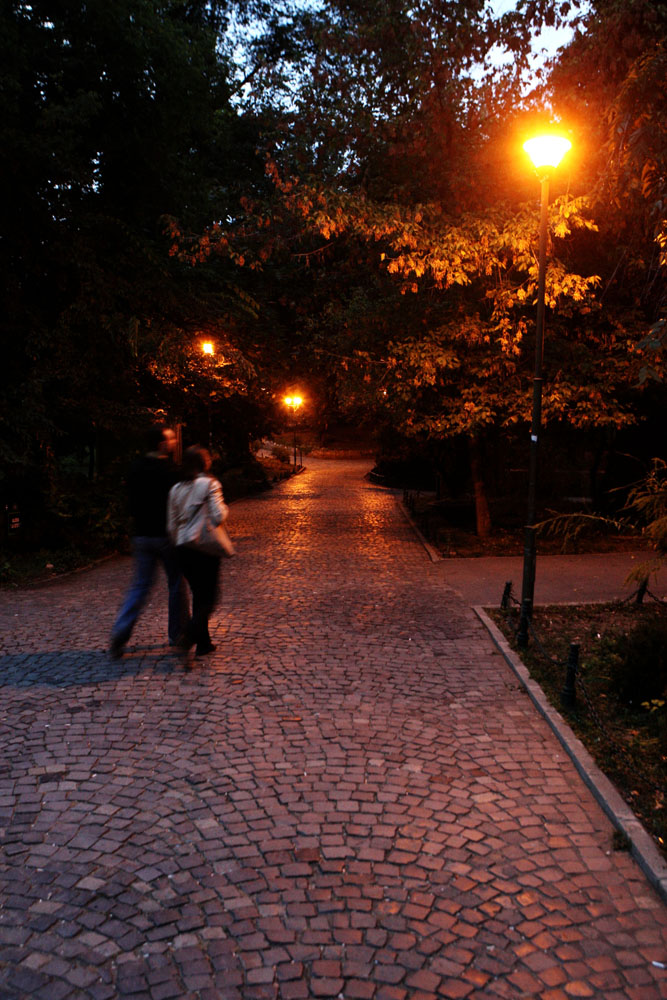
Alee în Cișmigiu
Podul din Cișmigiu, vedere noaptea
Bătrân odihnindu-se pe băncile din Cișmigiu
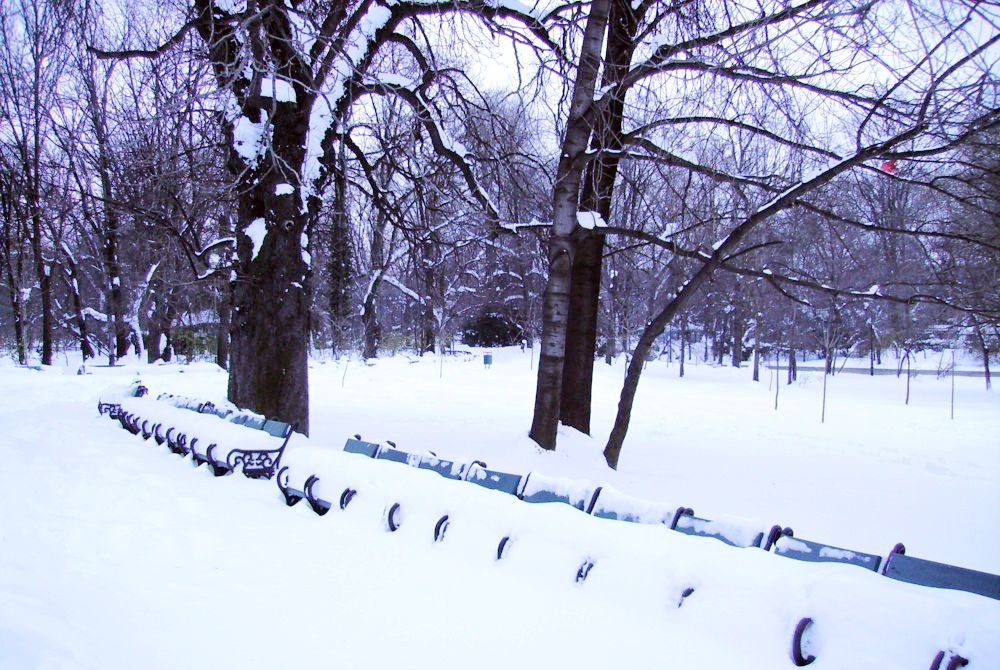
Grădina Cișmigiu iarna, 2008
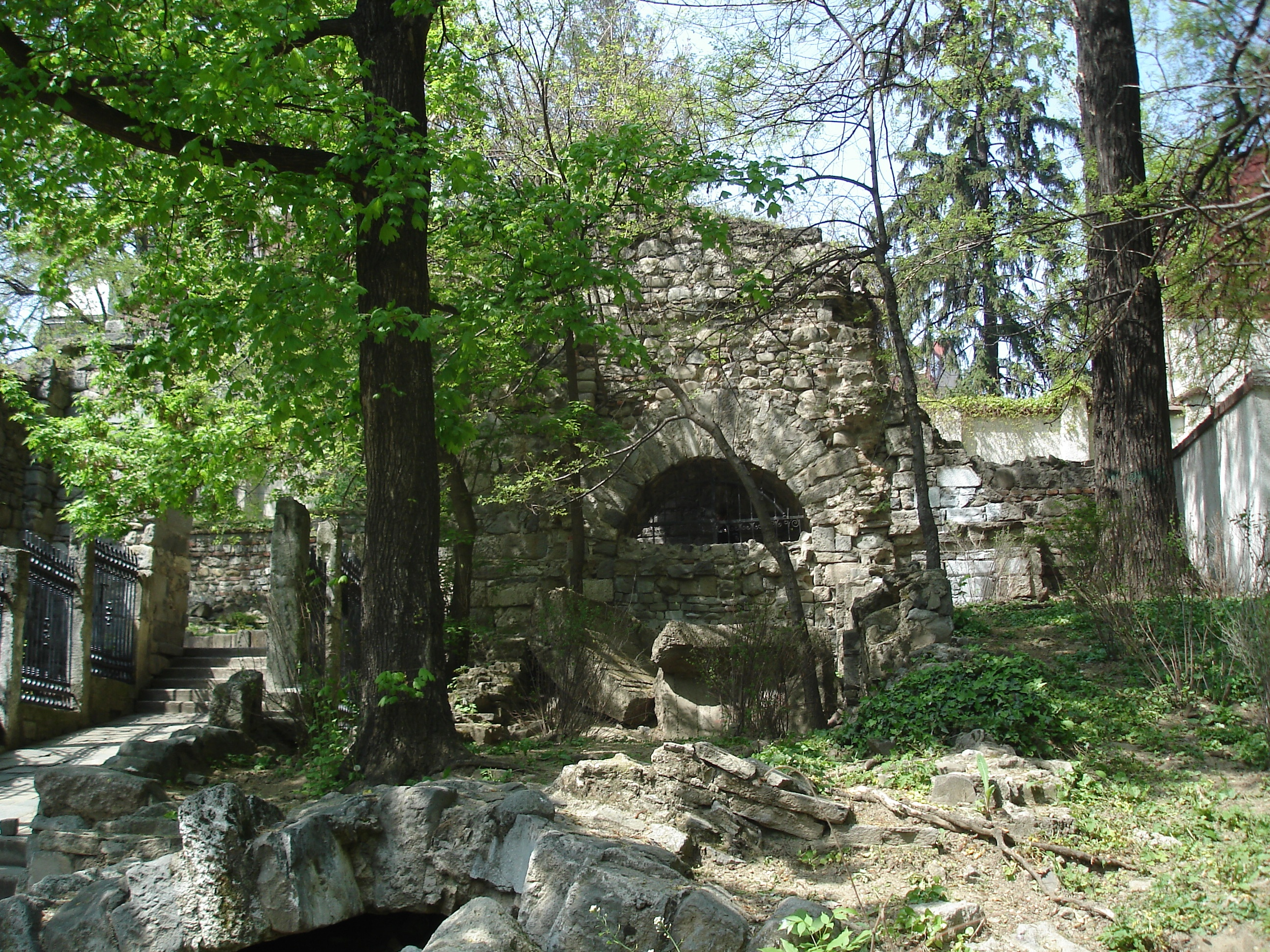
La Cetate
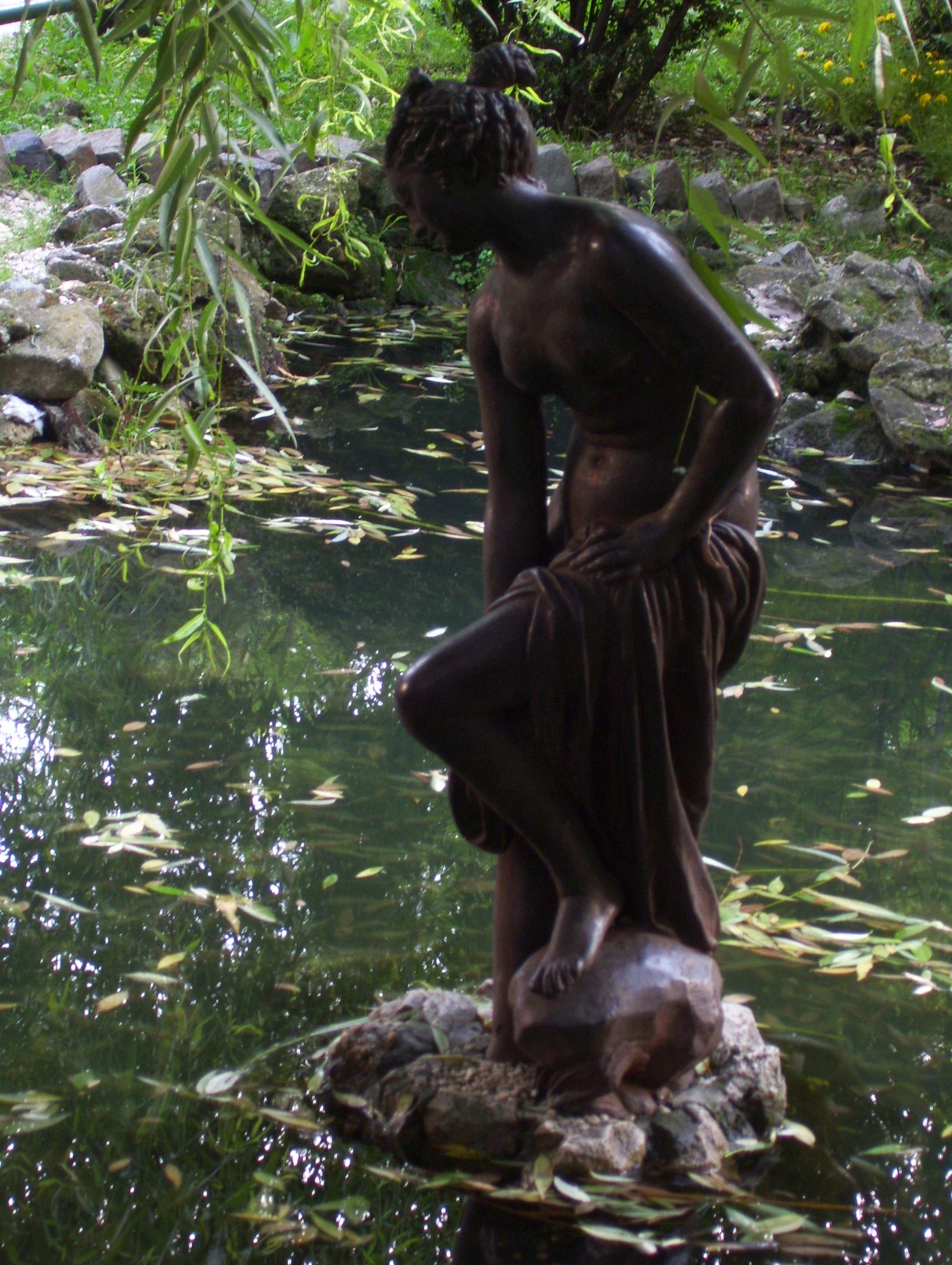
Venus
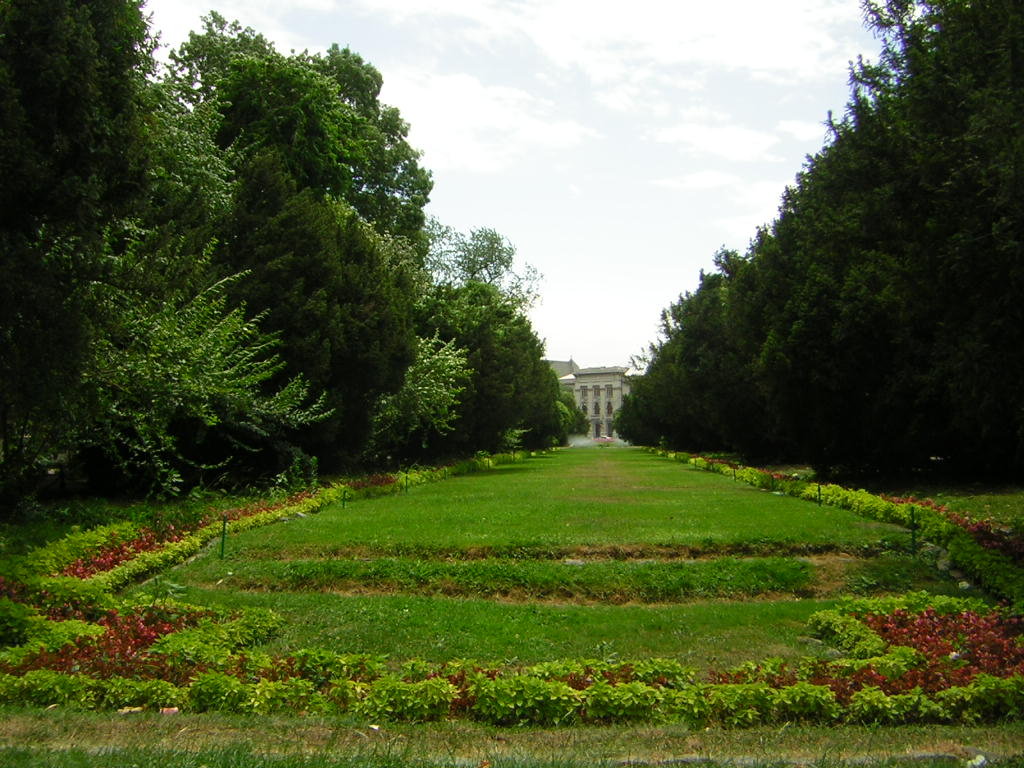
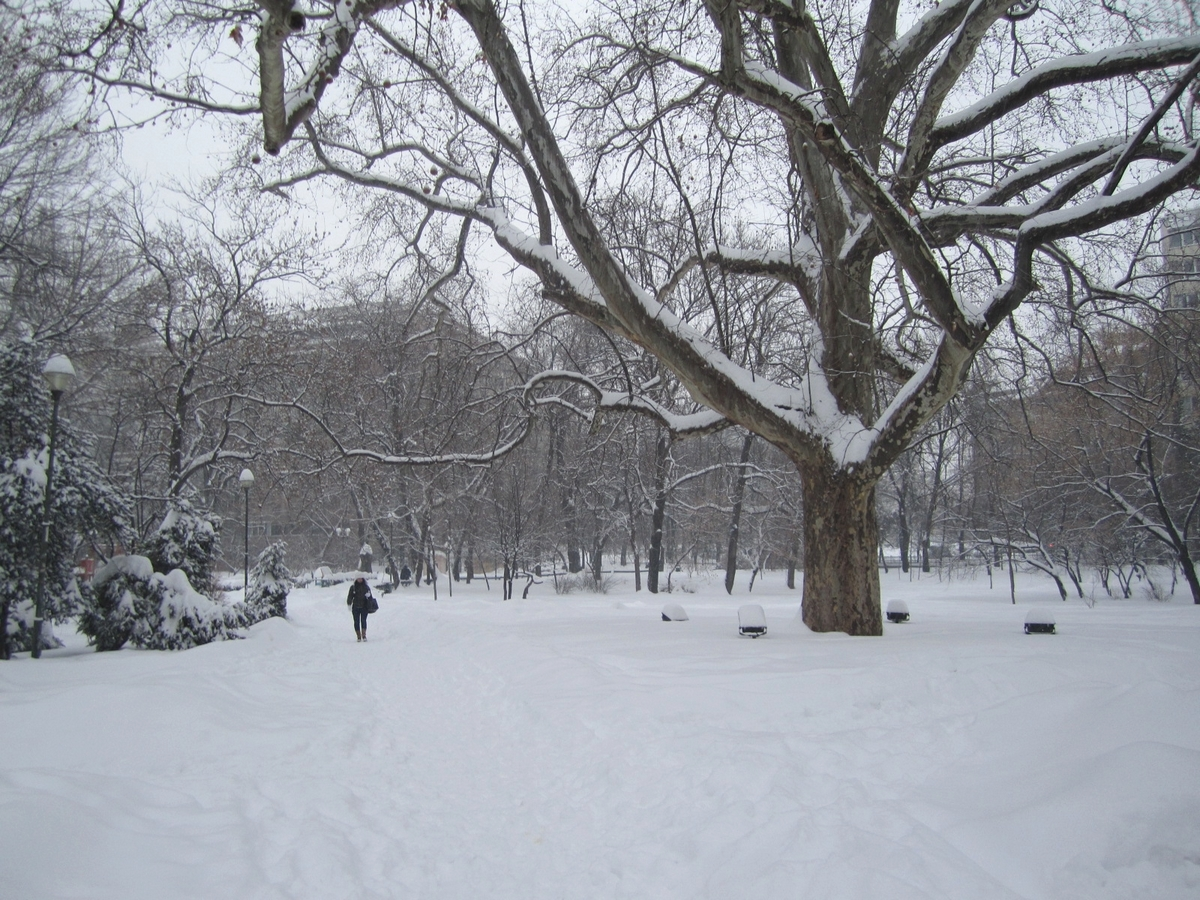
Iarna
Monumentul în memoria ostașilor francezi căzuți în Primul Război Mondial, sculptor: Ion Jalea
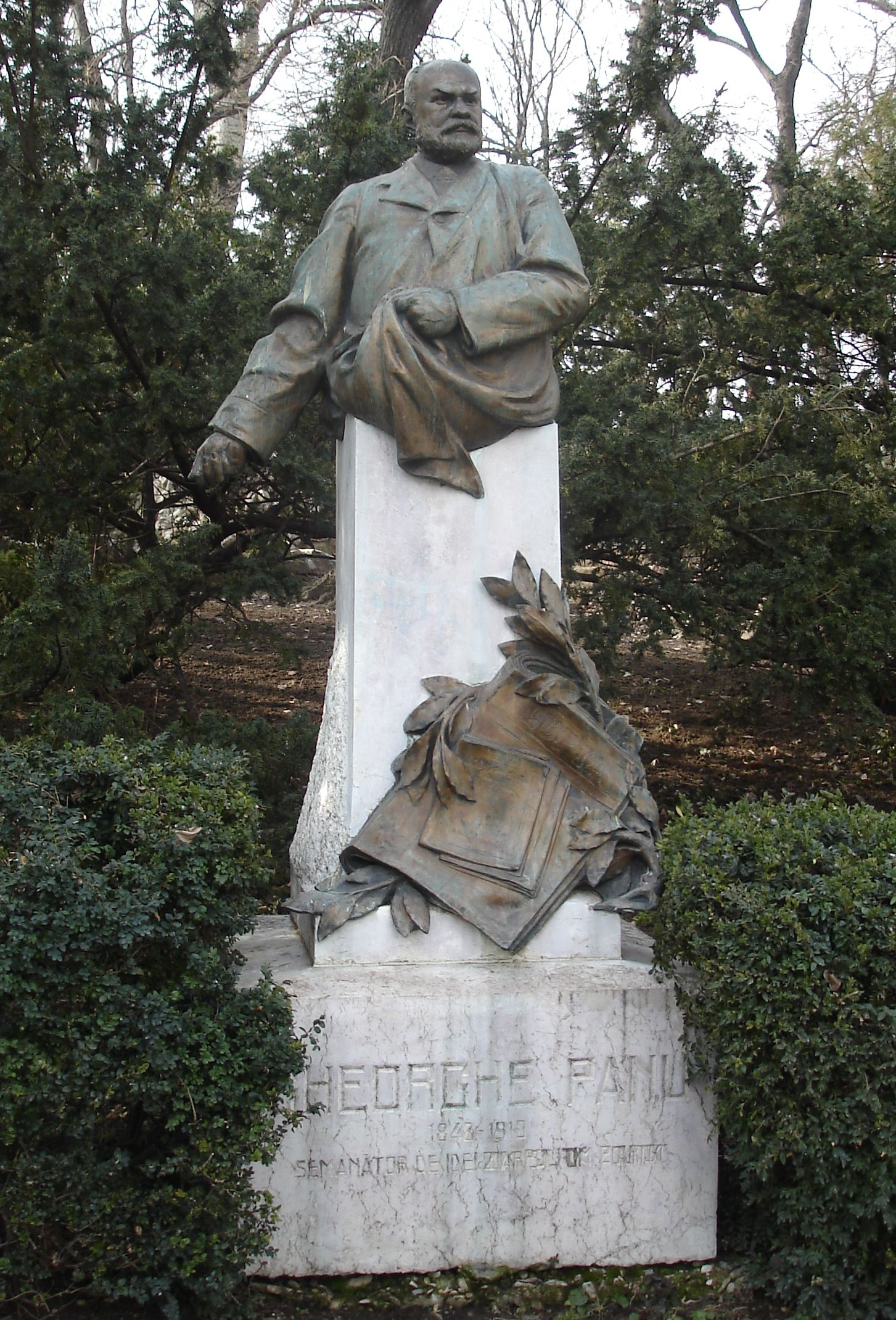
Statuia lui Gheorghe Panu
Monumentul „Maicii Smara Gheorghiu” – educatoare a poporului şi scriitoare, sculptor: Mihai Onofrei